# العلاقات الميانمارية الميكرونيسية
العلاقات الميانمارية الميكرونيسية هي العلاقات الثنائية التي تجمع بين ميانمار وولايات ميكرونيسيا المتحدة.

## مقارنة بين البلدين
هذه مقارنة عامة ومرجعية للدولتين:
| وجه المقارنة                                              | ميانمار          | ولايات ميكرونيسيا المتحدة |
| --------------------------------------------------------- | ---------------- | ------------------------- |
| المساحة (كم2)                                             | 676.58 ألف       | 702                       |
| عدد السكان (نسمة)                                         | 53.37 مليون      | 105.54 ألف                |
| الكثافة السكانية (ن./كم²)                                 | 78.88            | 15.03 ألف                 |
| العاصمة                                                   | نايبيداو، يانغون | باليكير                   |
| اللغة الرسمية                                             | اللغة البورمية   | لغة إنجليزية              |
| العملة                                                    | كيات ميانماري    | دولار أمريكي              |
| الناتج المحلي الإجمالي (بليون دولار)                      | 69.32 مليار      | 336.43 مليون              |
| الناتج المحلي الإجمالي (تعادل القوة الشرائية) بليون دولار | 282.95 مليار     | 365.27 مليون              |
| الناتج المحلي الإجمالي الاسمي للفرد دولار أمريكي          | 1.16 ألف         | 3.02 ألف                  |
| الناتج المحلي الإجمالي للفرد دولار أمريكي                 |                  |                           |
| مؤشر التنمية البشرية                                      | 0.536            | 0.640                     |
| رمز المكالمات الدولي                                      | +95              | +691                      |
| رمز الإنترنت                                              | .mm              | .fm                       |
| المنطقة الزمنية                                           | ت ع م+06:30      |                           |

## منظمات دولية مشتركة
يشترك البلدان في عضوية مجموعة من المنظمات الدولية، منها:
| علم المنظمة | اسم المنظمة                        | تاريخ انضمام ميانمار | تاريخ انضمام ولايات ميكرونيسيا المتحدة |
| ----------- | ---------------------------------- | -------------------- | -------------------------------------- |
|             | مؤسسة التنمية الدولية              | 5 نوفمبر 1962        | 24 يونيو 1993                          |
|             | مؤسسة التمويل الدولية              | 3 ديسمبر 1956        | 24 يونيو 1993                          |
|             | منظمة حظر الأسلحة الكيميائية       | ?                    | ?                                      |
|             | الأمم المتحدة                      | 19 أبريل 1948        | 17 سبتمبر 1991                         |
|             | الاتحاد الدولي للاتصالات           | 15 سبتمبر 1937       | 18 مارس 1993                           |
|             | البنك الدولي للإنشاء والتعمير      | 3 يناير 1952         | 24 يونيو 1993                          |
|             | وكالة ضمان الاستثمار متعدد الأطراف | 16 ديسمبر 2013       | 11 أغسطس 1993                          |
|             | بنك التنمية الآسيوي                | 1973                 | 1990                                   |
|             | يونسكو                             | 27 يونيو 1949        | 19 أكتوبر 1999                         |

## وصلات خارجية
- موقع وزارة الخارجية الميانمارية